# 1871 à Paris
 Chronologie de l'histoire de Paris
- 1867
- 1868
- 1869
- 1870
- 1871
- 1872
- 1873
- 1874
- 1875

Cette page concerne l'année 1871 du calendrier grégorien.

## Chronologie

### Janvier 1871
- 22 janvier: Soulèvement à Paris contre le gouvernement de Défense nationale. Le maire-adjoint Gustave Chaudey ordonne de tirer sur la foule.
- 28 janvier : Chute de Paris, après un long siège (18 septembre 1870-28 janvier 1871), début des pourparlers de paix pour une capitulation de la France.

### Février 1871
- 15 février : la Garde nationale de Paris s'oppose à la paix.

### Mars 1871
- 1er mars : L'armée prussienne entre dans Paris par l'Ouest et défile sur l'avenue des Champs-Élysées
- 2 mars : L'Etat-major prussien fait visiter le Louvre a une partie de ses soldats et représentants
- 3 mars : L'armée prussienne quitte Paris
- 18 mars : début de la Commune de Paris (mars-mai 1871) : insurrection de la population parisienne.
  - Échec de la tentative des troupes gouvernementales de s'emparer des canons de Montmartre. Dans la nuit du 17 au 18 mars, Thiers décide de désarmer Paris (227 canons de la garde nationale à Montmartre et à Belleville). Le 88e de ligne, chargé de prendre les canons de Montmartre, est encerclé par la garde nationale et la foule, avec laquelle la troupe commence à fraterniser. Les officiers sont désarmés. Les généraux 
Lecomte et Clément-Thomas sont arrêtés et fusillés à la mairie du XVIIIe arrondissement, malgré l’intervention du maire Georges Clemenceau et d’officiers communards.
  - Thiers part s'installer à Versailles avec le gouvernement et l'Assemblée Nationale le (20 mars) afin de ne pas se trouver prisonnier des insurgés. Il refuse de négocier, posant comme préalable le désarmement de la garde nationale. Un gouvernement populaire, le Comité central de la garde nationale est constitué.
- 26 mars : élections de la Commune de Paris. Les Parisiens élisent un conseil communal de 90 membres qui prend le nom de Commune de Paris (majorité jacobine et blanquiste, minorité de révolutionnaires indépendants favorable à une fédération des Communes de France) : Rochefort, Delescluze, Pyat, Gambon, Blanqui, Ferré, Rigault, Clément, Courbet, Vallès, etc.
- 28 mars : proclamation de la Commune de Paris à l'Hôtel de ville de Paris.  Lors de son entrée à l’hôtel de ville, le conseil municipal reçoit ses pouvoirs du Comité central.

### Avril 1871
- x

### Mai 1871
- 1er mai, Paris : création d’un Comité de salut public par les jacobins et les blanquistes, qui rencontre l’opposition des proudhoniens. Mesures du blanquiste Raoul Rigault, délégué à l’intérieur, contre les opposants à la Commune.
- 16 mai : les Communards mettent à bas la statue de Napoléon place Vendôme.
  - La Commune vote le report du paiement des dettes et des loyers, la liberté d’association, la séparation de l’Église et de l’État, la collectivisation des entreprises abandonnées par leurs propriétaires, l’adoption du drapeau rouge et du calendrier révolutionnaire, la destruction de la colonne Vendôme (16 mai) et de la maison de Thiers.
- Du 21 au 28 mai : « Semaine sanglante », qui verra Paris, aux mains des Communards, reprise par les troupes versaillaises.
  - 21 mai : entrée des troupes versaillaises dans Paris. Les Versaillais entreprennent de prendre la capitale rue par rue, où se dressent plus de 500 barricades. Fusillade de 424 fédérés au parc Monceau et à Montmartre. Les insurgés répliquent par l’exécution de 52 otages, rue Haxo.
  - 23 mai : exécution de Gustave Chaudey, ordonnée par le procureur de la Commune Raoul Rigault.
  - 27 mai : derniers combats au Père-Lachaise. Chute du dernier bastion communard. Les communards brûlent plusieurs édifices publics (Tuileries, Hôtel de Ville, Cour des comptes, Conseil d’État, ministère des Finances).
  - 28 mai : exécution des défenseurs de la Commune de Paris devant le mur des Fédérés.
  - De 20 000 à 30 000 partisans de la commune sont exécutés, dont 3 500 sans jugement. 38 000 insurgés sont arrêtés et jugés en conseil de guerre. Une centaine sont condamnés à mort (dont 23 exécutés), 410 aux travaux forcés, 4 600 à des peines de prison, 322 au bannissement, et 7 500 sont déportés en Algérie et en Nouvelle-Calédonie. Cinquante-six enfants sont placés en maison de correction.

### Juin 1871
- x

### Juillet 1871
- x

### Août 1871
- x

### Septembre 1871
- x

### Octobre 1871
- x

### Novembre 1871
- x

### Décembre 1871
- x